# 宝蔵院 (葛飾区)
宝蔵院（ほうぞういん）は、東京都葛飾区にある真言宗豊山派の寺院。新四国四箇領八十八箇所霊場第24番札所。

## 概要
1395年（応永2年）に開山した。その後、1538年（天文7年）の国府台合戦の戦火により伽藍は焼失したが、1613年（慶長17年）に海運によって中興した。
境内には、薬師堂があり薬師如来が安置されている。これは、宝暦事件の首謀者竹内式部の門下生で、公家の徳大寺公城の家臣だった本堂良喜と公城の娘が当寺に落ち延びて仏門に入り、薬師如来を安置して師匠の菩提を弔ったものである。そういう経緯から、いつしか「式部薬師」と呼ばれるようになった。

## 交通アクセス
- 小岩駅より徒歩16分（経路案内）。